# Antonín Procházka (výtvarník)
Antonín Procházka (13. června 1935 Ledvice – 29. listopadu 1991 Ústí nad Labem) byl český malíř a grafik. V roce 1955 vystudoval Vysokou školu uměleckoprůmyslovou v Praze u Františka Muziky.